# 최재훈 (가수)
최재훈(1972년 12월 10일 ~ )은 대한민국의 남성 가수이다.
3옥타브를 넘나드는 가창력으로 많은 사랑을 받았으나, 현재는 가수 생활은 은퇴 상태고 1년에 한번씩 콘서트만 열고 있다.
대표곡은 《떠나는 사람을 위해》, 《비의 랩소디》, 《함께 있으면 좋을 사람》, 《편지》 등이 있다.
2010년 3월부터 3년 동안 김원준, 배기성, 이세준과 함께 프로젝트 그룹 M4를 결성하여 활동하였다. 물류 업체를 운영하고 있기도 하다.

## 방송
- CBS 음악FM 《최재훈의 우리들》 (2001년 9월 17일 ~ 2003년 11월 9일)

## 경력
- 한국예술종합전문학교 실용음악학부 교수
- 서울호서예술실용전문학교 실용음악예술학부 교수

## 작품

### 솔로 앨범
- 1994년 1집 《외면 (Ignore)》
- 1996년 2집 《잊을 수 없는 너》
- 1998년 3집 《Neverending》
- 2000년 4집 《Believe In 5462》
- 2001년 5집 《Trap》
- 2006년 6집 《Return》
- 2007년 7집 《Above Water》
- 2010년 《M4 두 번째 이야기》
- 2011년 《Stun Gun (The Devil`s Heart)》
- 2015년 《Blue (Mare Imbrium)》

### M4
- 2010년 《The Story Of M4》
- 2010년 《널 위한 멜로디 (Reggae Ver.)》
- 2011년 《어쩌다 마주친 그대 (Single)》
- 2011년 1집 《Vol.1》
- 2012년 2집 《Mini Album》
- 2013년 《소녀니깐》

### OST
- 《고스트 맘마》 OST 〈함께 있으면 좋을 사람〉